# Kasten (Obertaufkirchen)

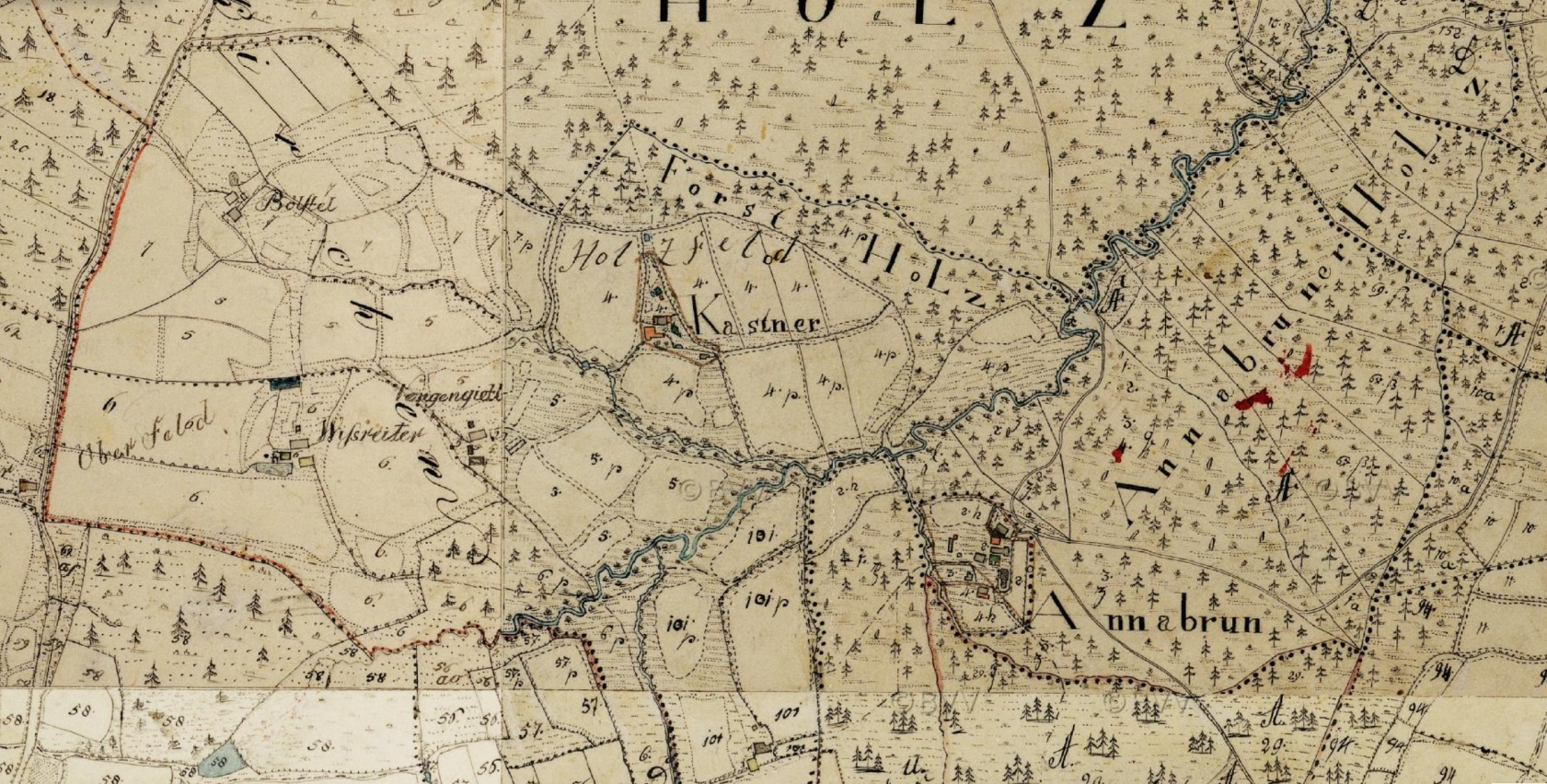
„Kastner“ auf dem Holzfeld bei „Anabrun“, Bölstel, „Wiſsreiter“ und Vengengiebl im Urkataster von 1843

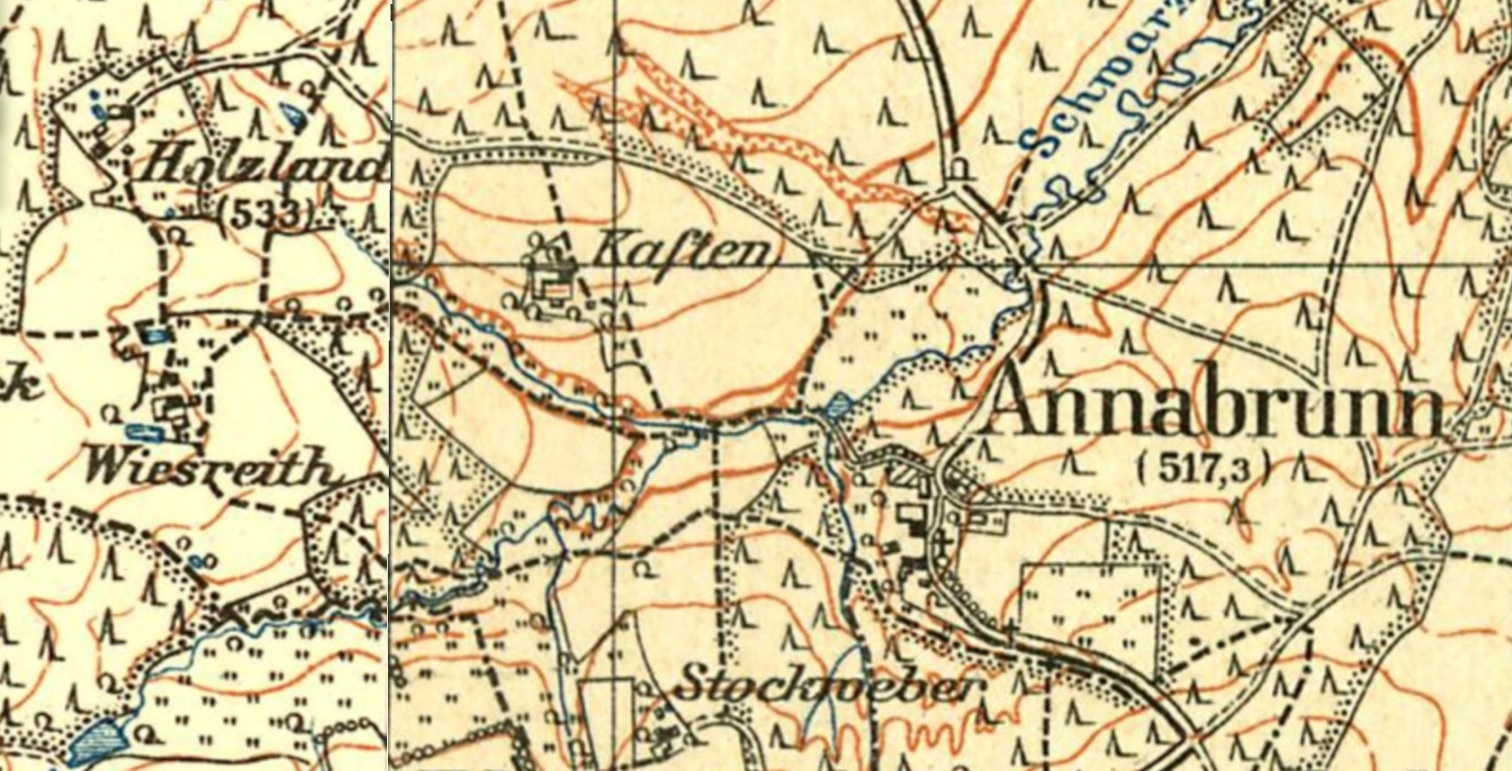
Kasten bei Annabrunn, Holzland und Wiesreit, um 1935

Kasten (früher auch Kastner) ist ein ehemaliger Gemeindeteil von Obertaufkirchen im oberbayerischen Landkreis Mühldorf am Inn.

## Lage
Die Einöde Kasten liegt nordwestlich von Annabrunn an einem Zulauf des Schwarzenbachs etwa drei Kilometer südlich der Autobahnausfahrt 16 (Schwindegg) der Bundesautobahn A 94. Der unterhalb von Holzland 1 entspringende Bach mündet in den Schwarzenbach und fließt über den Annabrunner Bach und den Kagenbach der Isen zu.

## Geschichte
Im Jahr 1861 lebten sieben Einwohner in 15 Gebäuden in der Einöde Kasten. Im Jahr 1871 lebten dort fünf Einwohner. Den Grabstein von Kastner Hans z´Holzland, dem Stifter des Kirchenumbaus der Kirche von Steinkirchen um 1908, findet man heute noch an der Südseite der Kirche. Im Jahr 1950 gab es dort ein Wohngebäude mit acht Einwohnern. Der Ort gehörte damals zur katholischen Pfarrei Obertaufkirchen, zur evangelischen Pfarrei Mühldorf, zur Post Schwindegg und zum Schulsprengel von Steinkirchen. Kasten ist heute kein amtlicher Ortsname mehr, d. h. die Einwohnerzahlen werden bei Volkszählungen nicht mehr gesondert erfasst und aufgelistet. Die letzte Nennung als Gemeindeteil erfolgte im Amtlichen Ortsverzeichnisse für Bayern von 1973. Seit etwa 1978 wird die Einöde Kasten dem Gemeindeteil Holzland zugerechnet.
| Jahr      | 1861 | 1871 | 1950 | 1970 |
| Einwohner | 7    | 5    | 8    | 6    |